# 河原田ヤスケ
河原田 ヤスケ（かわらだ やすけ、1950年4月28日 - ）は、福島県出身の俳優。身長158cm、体重47kg。希楽星所属。東京芸術座出身。日本俳優連合理事。

## 出演

### テレビドラマ
NHK
- 徳川慶喜（1998年） - 平山謙二郎
- クライマーズ・ハイ（2005年） - 山波調査官
- オトコマエ!（2008年） - 弥平

日本テレビ
- 警部補 佃次郎17　(2003年)
- ドン★キホーテ（2011年） - 編集長

TBS
- ブラックジャックによろしく（2003年） - 金子満男
- 花嫁は厄年ッ!（2006年）

フジテレビ
- FIRE BOYS 〜め組の大吾〜（2004年）
- 元彼の遺言状（2022年）

テレビ朝日
- ガンジス河でバタフライ（2007年）
- 匿名探偵（2012年） - 犬の飼い主
- ハヤブサ消防団 第2話（2023年） - 木戸

テレビ東京
- お助け同心が行く!（1993年）
- 孤独のグルメ Season5 第10話（2015年12月5日） - 父 役

WOWOW
- 超人ウタダ（2009年） - 上田さん